# Брухзаль
Бру́хзаль (нем. Bruchsal, пфальц. Brusel) — город на северо-западе немецкой федеральной земли Баден-Вюртемберг в 20 км к северу от Карлсруэ. Через город протекает речка Зальбах, впадающая в Рейн. Первое письменное упоминание города относится к 976 году.
В честь Брухзаля назван астероид (455) Брухзалия, открытый в 1900 году.

## Достопримечательности
- Дворец Брухзаль — барочная резиденция князей-епископов Шпайера,
- Бельведер в городском саду — бывший увеселительный павильон князей-епископов,
- Приходская церковь св. Петра (XVIII в.), возведённая по планам Бальтазара Ноймана,
- Бергфрид бывшего епископского замка (XII в.).

## Вторая мировая война
В период с ноября 1945 года по март 1946 года в Брухзале были казнены 13 человек, приговоренных к смертной казни американскими военными судами за участие в военных преступлениях национал-социалистов. Среди них были лица, причастные к авиационным убийствам, и трое сотрудников нацистского центра убийств Хадамар, в котором было убито более 600 подневольных работников.